# 최해명
최해명(崔海明, 1964년 12월 25일 ~ )은 전 KBO 리그 쌍방울 레이더스의 내야수이다.

## 선수 시절

### 삼성 라이온즈시절
1989년에 입단하였는데 1990년 7월 28일 사직 롯데전에서 9회초 2타점 희생플라이(역대 2호)를 쳤다.

### 쌍방울 레이더스시절
1992년 5월 7일 2대(본인 이현택) 3(박종철 김기완 이창원) 트레이드를 통해  입단하였는데 그 당시 쌍방울은 2루수였던 송인호가 무릎수술을 했지만 후유증으로 제 기량을 발휘하지 못하자 본인(최해명)을 영입했다.
그러나, 모세근육통 후유증으로 이렇다할 활약을 보이지 못했음에도  이적 첫 해인 1992년 6월 3일 전주 빙그레전에서 3-3 동점이던 9회말 무사만루에서 대타로 출전하여 대타 2호 끝내기 희생플라이를 쳤다.

## 야구선수 은퇴 후
연세대학교 코치, 울산공업고등학교 감독을 거쳐 주로 두산 베어스에서 코치로 활동했다.

## 출신 학교
- 포항초등학교
- 포항중학교
- 포항제철공업고등학교
- 연세대학교

## 통산 기록
| 연도 | 팀명   | 타율  | 경기 | 타수 | 득점 | 안타 | 2루타 | 3루타 | 홈런 | 루타 | 타점 | 도루 | 도실 | 볼넷 | 사구 | 삼진 | 병살 | 실책 |
| ---- | ------ | ----- | ---- | ---- | ---- | ---- | ----- | ----- | ---- | ---- | ---- | ---- | ---- | ---- | ---- | ---- | ---- | ---- |
| 1989 | 삼성   | 0.276 | 68   | 174  | 17   | 48   | 12    | 1     | 0    | 62   | 15   | 2    | 3    | 14   | 1    | 16   | 7    | 9    |
| 1990 | 삼성   | 0.272 | 64   | 125  | 15   | 34   | 9     | 0     | 2    | 49   | 22   | 2    | 0    | 8    | 4    | 12   | 3    | 2    |
| 1991 | 삼성   | 0.250 | 42   | 96   | 13   | 24   | 3     | 0     | 1    | 30   | 6    | 1    | 1    | 11   | 2    | 15   | 2    | 5    |
| 1992 | 쌍방울 | 0.240 | 63   | 146  | 13   | 35   | 8     | 1     | 0    | 45   | 12   | 3    | 1    | 24   | 2    | 18   | 10   | 11   |
| 1993 | 쌍방울 | 0.000 | 3    | 2    | 0    | 0    | 0     | 0     | 0    | 0    | 0    | 0    | 0    | 0    | 0    | 1    | 0    | 0    |
| 통산 | 5시즌  | 0.260 | 240  | 543  | 58   | 141  | 32    | 2     | 3    | 186  | 55   | 8    | 5    | 57   | 9    | 62   | 22   | 27   |

1. ↑  “개인 타격”. 한국야구위원회. 2022년 3월 1일. 340면. 2022년 5월 4일에 확인함.
2. ↑  “스포츠단신”. 매일경제. 1992년 5월 7일. 2022년 5월 4일에 확인함.
3. ↑  박경아 (1992년 3월 27일). “"病魔(병마)탈출"…부상선수 再起(재기)합격점”. 동아일보. 2022년 5월 4일에 확인함.
4. ↑  “끝내기 희생플라이”. 한국야구위원회. 2022년 3월 1일. 356면. 2022년 5월 4일에 확인함.